# Vidava
Vidava (německy Weida) je město v jihovýchodoněmeckém Durynsku, leží 12 km od města Gera, blízko státní hranice se Saskem a s Českem. Patří do zemského okresu Greiz.

## Geografie
Weida se nachází ve východním Durynsku, necelých 12 km jižně od města Gera, v údolí při ústí řeky Aumy, přítoku Weidy, obklopené zalesněnými vrchy. Město leží v durynském Vogtlandu mezi federálními dálnicemi 92 a 175.
Sousední obce: Crimla, Harth-Pöllnitz, Auma-Weidatal, Hohenleuben, Langenwetzendorf, Berga/Elster, Teichwitz, Wünschendorf/Elster a Zedlitz.

### Administrativní uspořádání
Od 1. ledna 2014 Vidava sestává z místních částí Hohenölsen (a Neudörfel, Kleindraxdorf, Horngrund a Ölsengrund), Schömberg a Steinsdorf (a Gräfenbrück, Loitsch a Schüptitz). Do té doby neměla žádné hlavní součásti a skládala se jen ze Starého a Nového města (Alt- a Neustadt). Byly připojeny bývalé obce Deschwitz ze severu a Liebsdorf k západní straně města.

## Historie

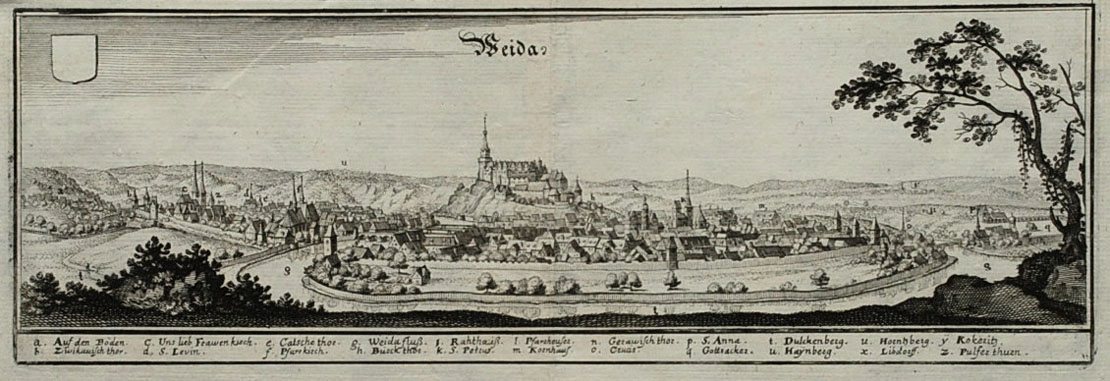
Merianova veduta města, kolem roku 1650

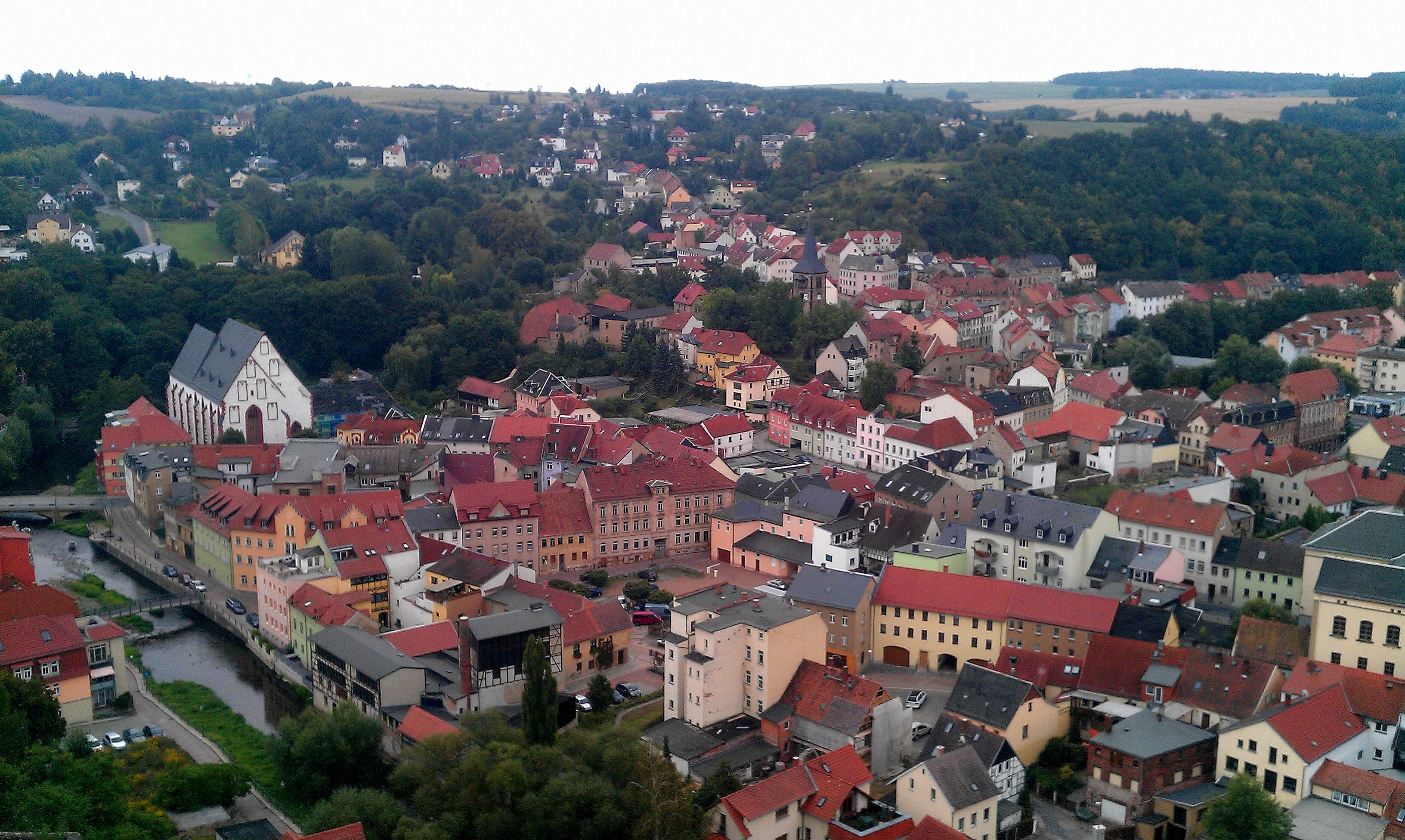
Současné město při pohledu z věže hradu

Během období stěhování národů Germáni kraj opustili a nahradili je Slované. Kolem roku 1000 přišli do oblasti němečtí osadníci. Mýtili lesy a věnovali se zemědělství. Německý císař jmenoval soudní vykonavatele ministeriály, aby spravovali jeho panství. Soudní vykonavatelé Weidy byli poprvé zmíněni v dokumentu z roku 1122.
První fojt Erkenbert I. přišel do Veitsbergu (Wünschendorfu). Jeho syn Erkenbert II. začal stavět první městský hrad Osterburg.
Pod Osterburgem stával mlýn. Obec byla poprvé zmíněna v listině z roku 1385, kdy měla již svůj mlýn Rothenmühle, nejstarší a jediný mlýn na obilí v údolí Aumy, který stále funguje.Na řece Weidě bylo dalších pět mlýnů.
V období inflace v letech 1620–1621 město razilo vlastní stříbrné mince – tolary (tzv. Kippertaler).
V období Německé říše (1871–1918) byla Vidava součástí velkovévodství Sasko-Výmarsko-Eisenašského.
V roce 1943 sem bylo přestěhováno kolem 300 vědců a jejich rodin z vybombardovanbého Berlína a otevřen pro ně Fyzikálně-Technický říšský ústav, zrušený v dubnu 1945.

## Památky

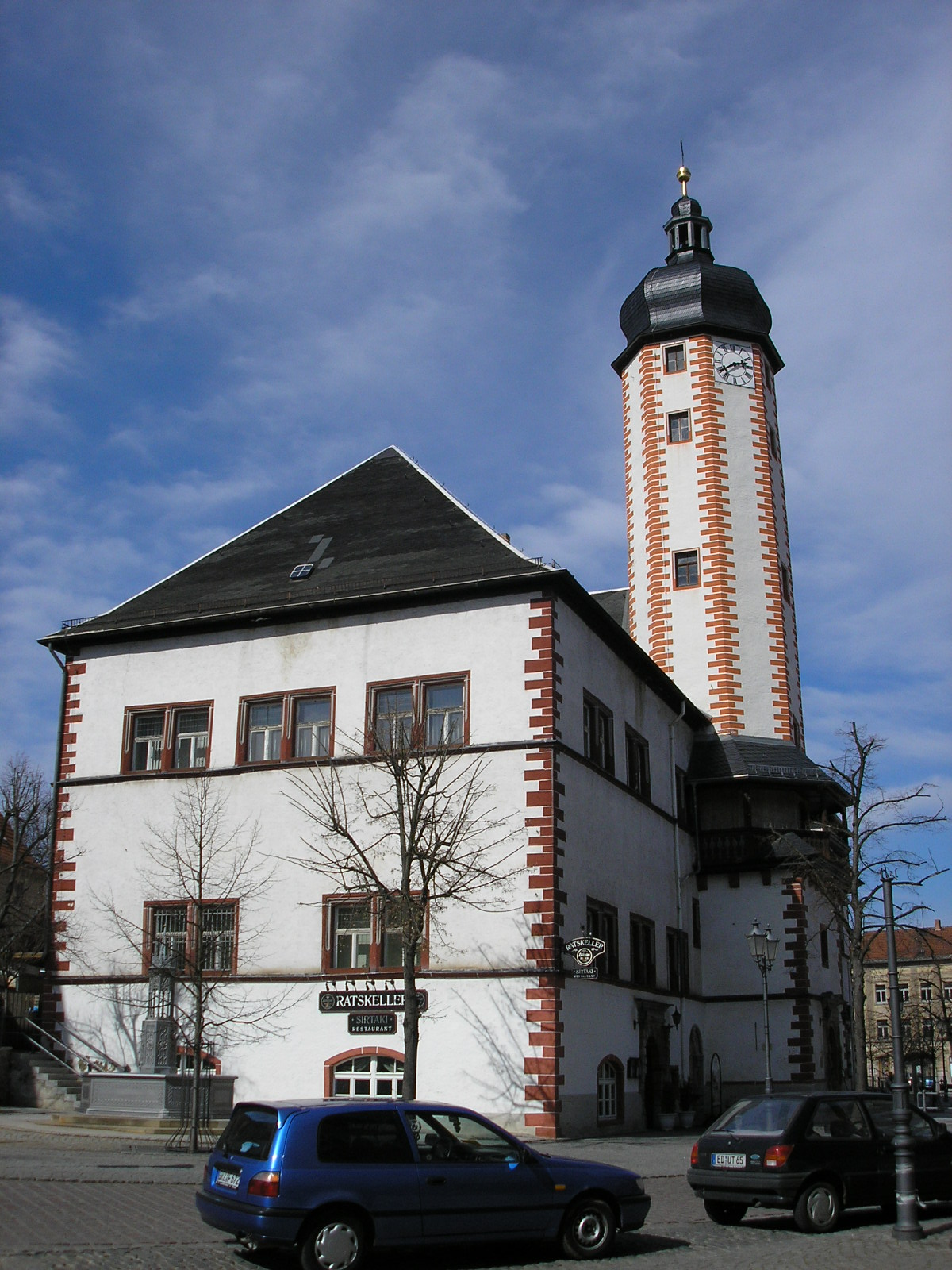
Radnice s renesanční věží

- hrad Osterburg s válcovou věží - bergfritem (hláskou) ze 13. století, palác je v jádře románský, v době renesance jej kolem roku 1536 pro saské kurfiřty přestavěl architekt Mikuláš Grohmann
- románský kostel sv. Petra, věž ze 12. století
- renesanční radnice
- Gotický městský kostel Panny Marie
- Bývalý ženský klášter - patřil k domovským klášterům žen z rodin fojtů z Vidavy, Plavna a Gery; sloužil především jako Damenstift k výchově a vzdělání dívek a neprovdaných žen. V roce 1349 v listinách kláštera figurují sestry z rodu Bockwitzů i Alžběta ze Schwarzenbergu („Elizabeth dicta de Svarcenbergk“).
- Viadukt = jeden z nejdelších historických železničních mostů, vedených nad městem.